# قمة الكوريتين 2007
قمة الكوريتين 2007 ((هانغل: 2007년 남북정상회담; هانجا: 二千七年南北頂上會談)) هو اجتماع عقد بين 2 أكتوبر و4 أكتوبر من عام 2007 في بيونغ يانغ، بين رئيس كوريا الجنوبية روه مو هيون والزعيم الكوري الشمالي كيم جونغ إل. وهي ثاني قمة بين الكوريتين عقب الأولى سنة 2000 وتليها الثالثة في 2018. وتسمى أيضا «قمة الكوريتين 10.4». وفي نتيجة المحادثات التي جرت بين الطرفان، فقد أعلن عن تطوير العلاقات بين الكوريتين والسلام والازدهار بينهما.
مؤتمر القمة الثاني الذي عقد بين 2-4 أكتوبر من سنة 2007 في بيونغ يانغ، بين كيم جونغ إل وروه مو هيون، كان له عدة أسباب من بينها عدم التزام كوريا الشمالية بمضامين الإتفاق السابق. وهذا أدى تظافر الجهود من أجل الضغط السياسي والاقتصادي من عددة دول كبرى مثل (الولايات المتحدة، كوريا الجنوبية، اليابان) وخاصة من الصين التي هي الحليفة الأقرب لدولة كوريا الشمالية، التي تتقاسم معها كل من النفط والإمدادات الغذائية التي تحافظ على البلد تماما من الانهيار.

## تفاصيل القمة
في 8 أغسطس 2007، أعلنت جمهورية كوريا الديمقراطية الشعبية عن ثاني قممها مع جمهورية كوريا، حيث أُتفق على أن تعقد في الفترة من 28 أغسطس إلى 30 أغسطس 2007.
ومع ذلك، في 18 أغسطس 2007، طالبت كوريا الشمالية إلى تأجيل المحادثات بسبب الفيضانات التي جرت في بلدها، وتعيين موعد محدد آخر لإجراء المحادثات مع كوريا الجنوبية.
وقد اقترحت كوريا الجنوبية عقد محادثات القمة بين 2 و4 من شهر أكتوبر 2007. وعلى عكس الجولة الأولى من اجتماع القمة الذي عقد في سنة 2000 بيونغ يانغ. فقد تم عقده في الطريق البري السريع في المدينة الكورية الشمالية كايسونغ قرب الحدود الدولية المتنازع عليها بين الدولتين.
يوم 2 أكتوبر 2007 في الساعة 9:05، عبَر رئيس كوريا الجنوبية روه مو هيون ماشيا عبْر المنطقة الكورية المنزوعة السلاح ومن ثم مسافرا إلى بيونغ يانغ لإجراء محادثات مع كيم جونغ إل. وخلال الزيارة كان هناك سلسلة من الاجتماعات والمناقشات بين قادة البلدين.
في الإعلان المشترك السابق الذي أمضت عليه كل من كوريا الشمالية والجنوبية في 15 يونيو من سنة 2000، ذكرو فيه أنه ستعقد القمة المقبلة في الوقت المناسب. وقد ظن البعض سابقا أن القمة الثانية ستعقد في كوريا الجنوبية، ولكن هذا لم يثبت إلى أن بدأت في 2007
وفي عدة اجتماعات ومباحثات بين الجانبين، خرج الطررفان بإعلان مشترك، الذي كان خلاصة للمناقشات بشأن القضايا المختلف فيها التي تتمحور على السلام المشترك في شبه الجزيرة الكورية والازدهار للشعب الكوري وتوحيد كوريا. في يوم 4 أكتوبر 2007، وقع الزعيمان على إعلان السلام. وجاءت في وثيقة المعاهدة خلاصة المشاورات السابقة بالإضافة إلى نقطة استبدال الهدنة الحالية للحرب الكورية بمعاهدة سلام دائمة.

## انظُر ايضاً
- قمة الكوريتين 2000
- قمة الكوريتين 2018
- سياسة الشمس المشرقة

## وصلات خارجية
- الموقع الرسمي لجمهورية كوريا